# Franz Jobst
Franz Jobst (bis 1882 Jopst; * 30. November 1840 in Hallein; † 23. Juni 1890 in Speising) war ein österreichischer Maler.

## Leben

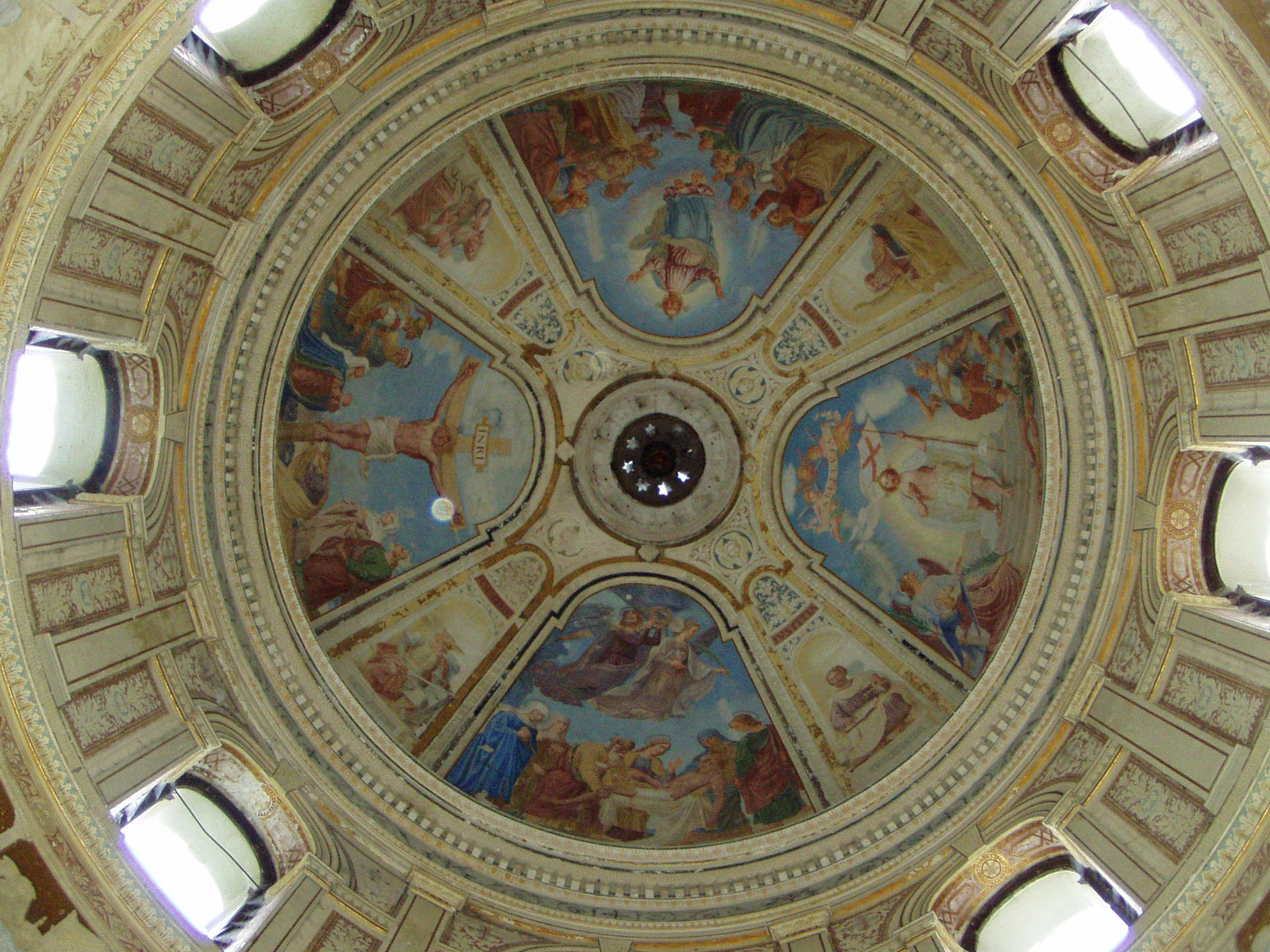
Kuppelfresko, Klein'sches Mausoleum, Zöptau

Franz Jobst wurde als jüngstes von zehn Kindern eines Beamten in Hallein geboren. Als er sechs Jahre alt war, wurde sein Vater nach Linz versetzt. Dort besuchte Franz Jobst die Volksschule und die Realschule und machte anschließend eine Lehre im Kirchenkunstatelier von Ferdinand Scheck in Linz, wo sein älterer Bruder Karl bereits in Ausbildung war. Zusammen mit seinem Bruder war er unter der Aufsicht von Adalbert Stifter an der Restaurierung des gotischen Pesenbacher Flügelaltares beteiligt und fertigte Zeichnungen von allen wichtigen gotischen Schnitzwerken in Oberösterreich an, die 1861 unter dem Titel Sammlung mittelalterlicher Kunstwerke aus Österreich veröffentlicht wurden.
1864 trat Franz Jobst in die Dombauhütte von St. Stephan ein und war bis 1869 Schüler und Helfer Friedrich von Schmidts. 1869 reiste er mit einem staatlichen Stipendium nach Italien, wo er insbesondere alte Glasgemälde studierte. Nach seiner Rückkehr nach Wien gründete er mit seinem Bruder die Dekorationsfirma „F. & C. Jobst“, die auf Neuausstattungen und Restaurierungen, insbesondere von kirchlichen Bauten spezialisiert war. Zu seinen Werken gehören Fresken, Dekorationsmalereien und Entwürfe für Glasfenster. Er wurde wie sein Bruder mit dem Goldenen Verdienstkreuz mit der Krone ausgezeichnet.
1869 heiratete er Antonie Seyfried (* 1848), das Paar hatte drei Söhne.

## Werke

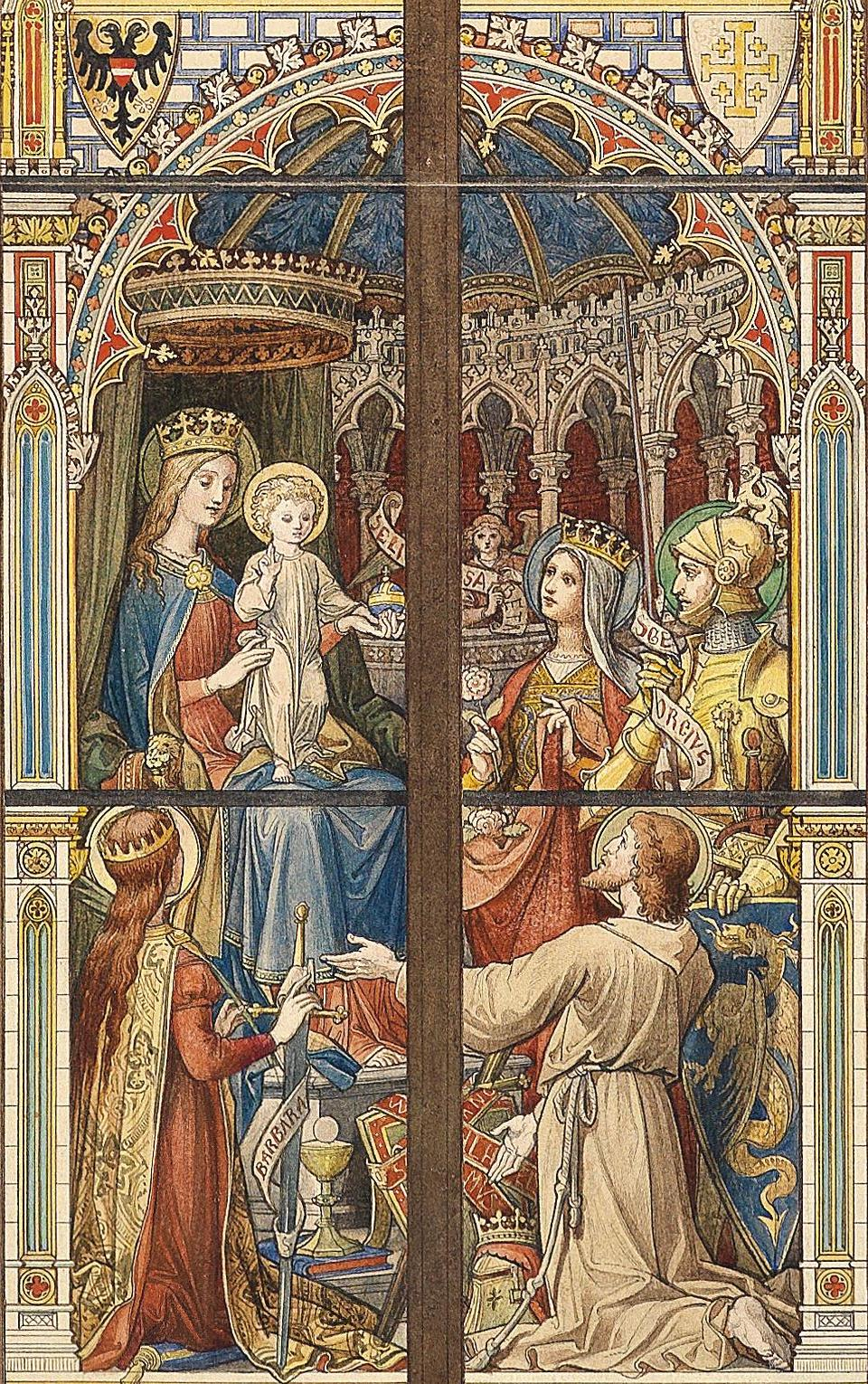
Entwurf eines Glasfensters für die Wiener Votivkirche, 1878 (Ausschnitt)

- Fresken und Dekorationsmalerei, Pfarrkirche St. Othmar unter den Weißgerbern, Wien, 1866–1873
- Fresken, Brigittakirche, Wien, 1867–1873
- Entwürfe für Glasgemälde im Wiener Stephansdom, 1870–1880 (1945 zerstört)
- Ausstattung des Gartensaals, Palais Prantsch-Wittgenstein, Wien, 1871–1873
- Restaurierung der Fresken im Spanischen Saal von Schloss Ambras, 1878–1881
- Ausmalung der Kreuzschwesternkirche, Linz, 1882 (1959 abgetragen)
- Ausmalung der Kapelle des Sühnhauses, Wien, 1884–1885 (1945 beschädigt, 1948 abgetragen)
- Kuppelfresko, Mausoleum der Familie Klein, Zöptau, 1885–1887
- Ausmalung der Prälatengruftkapelle, Lilienfeld, 1888
- Gewölbemalereien, Pfarrkirche St. Nikolaus, Innsbruck, 1888–1896 (mit Karl Jobst)[1]
- Entwurf für das Lamberg'sche Votivfenster (ursprünglich für die Wiener Votivkirche), Stadtpfarrkirche Steyr, 1891
- Glasgemälde in der Wehingerkapelle des Stiftes Klosterneuburg[2]
- Entwürfe für Glasfenster und ornamentale und figurale Malereien, Votivkirche, Wien (mit Karl Jobst)
- Ausmalung des Korpskommandogebäudes, Wien (1945 beschädigt, Ende der 1950er Jahre abgebrochen)
- Ausmalung der Pfarrkirche Thalheim bei Wels
- Gewölbemalereien, Spitalkirche, Mödling (mit Karl Jobst)